# Václav Gottfried z Hohensteinu
Václav Gottfried z Hohensteinu (německy Wenzel Gottfried; narozen mezi roky okolo 1613–1614, zemřel v roce 1672) – byl nemanželský syn Adama Václava Těšínského (1574–1617) z rodu slezských Piastovců a městské šlechtičny Markéty Kostlachówny z Kremsu (okolo roku 1584 – 3. leden 1617, Těšín).

## Život
Na rozdíl od jeho neteře Magdaleny z Hohensteinu byla jeho matka známa. Jednalo se o městskou šlechtičnu Markétu Kostlachownu z Kremže, která je někdy psána jako Koschlieg, Koslig, Kosslig a Koschlinger, případně Markéta Koschlingerová.
Podle zápisů kronikáře Christiana Lehmanna (11. listopad 1611 – 11. prosince 1688) sloužil v lednu roku 1637 v císařské armádě, v hodnosti nadporučíka, v posádce v Schneebergu.
V roce 1640, mu byl díky stálým intervencím jeho nevlastní sestry Alžběty Lukrécie Těšínské (1559–1653) u císaře Ferdinanda III. Habsburského, stejně jako jeho neteř Magdalena z Hohensteinu, udělen titul barona z Hohensteinu.

### Manželství, potomci
Baron Václav Gottfried byl ženatý. Jméno jeho manželky se v písemnostech nedochovalo. Měl syna Ferdinanda I., který byl ženatý s baronkou Annou Johanou Closen von Haidenburg (1655–1720). Jeho vnuk rovněž Ferdinand II. se narodil v roce 1682. Zda se narodil jako pohrobek, nelze doložit. Vdova Anna Johana se podruhé provdala v Bratislavě 1. března 1693 za Johana Wilhelma von Walterskirchen zu Wolfsthal. Ferdinand II. baron z Hohensteinu zemřel 3. dubna 1706 (na padoucnici). Tím vymřel rod Těšínských Piastovců po meči.

## Šlechtický titul
Udělený šlechtický titul barona byl omezený, tedy bez práva nabývat statky.
V originále je psán jako Freiherrn von und zu Hohenstein.

## Erb
Eb je totožný s erbem Magdaleny z Hohensteinu.

## Majetek

### Dům v Těšíně
Podle zápisů nejstaršího katastru města Těšína v roce 1649 koupil dům nedaleko Dominikánského kláštera, s upřesněním že jde dům mezi celnicí a pivovarem (krčmou) měšťana Davida Kayla. Městský dům koupil od pána Wilhelma Pielhrzima von Eussenkowitz, dne 24. listopadu 1649. Současně s tímto byl jeho erb zaevidován v kronice města Těšína.

### Panství Marklovice
Manželka Ferdinada I. vedla právní spory s císařem o majetek, který měl získat její tchán (Václav Gottfried) po své sestře Alžbětě Lukrécii Těšínské. Šlo o panství Marklovice, panství těšínské bylo již zkonfiskováno císařem. V roce 1672 však získala císařský výnos, kde ji byla určena renta ve výši 400 guldenů (asi ročně) a právo výnosů z těšínských zahrad (statků). V roce 1711, kdy jí bylo 56 let a žádala zvýšení o dalších 400 guldenů.
Co se týče majetku v držení Václava Gottfrieda, bylo zde omezení při získání titulu, tedy nesměl nabývat žádný majetek. Takže panství Marklovice mohl získat pouze při sňatku s jinou urozenou šlechtičnou, kdy manželům darovala Marklovice jeho sestra Alžběta Lukrecie.